# U Monocerotis
U Monocerotis è una stella supergigante arancione di magnitudine 6,8 situata nella costellazione dell'Unicorno. Dista 2249 anni luce dal sistema solare ed è una stella variabile di tipo RV Tauri.

## Osservazione
Si tratta di una stella situata nell'emisfero celeste australe, ma molto in prossimità dell'equatore celeste; ciò comporta che possa essere osservata da tutte le regioni abitate della Terra senza alcuna difficoltà e che sia invisibile soltanto molto oltre il circolo polare artico. Nell'emisfero sud invece appare circumpolare solo nelle aree più interne del continente antartico. Essendo di magnitudine pari a 6,8, non è osservabile ad occhio nudo; per poterla scorgere è sufficiente comunque anche un binocolo di piccole dimensioni, a patto di avere a disposizione un cielo buio.
Il periodo migliore per la sua osservazione nel cielo serale ricade nei mesi compresi fra dicembre e maggio; da entrambi gli emisferi il periodo di visibilità rimane indicativamente lo stesso, grazie alla posizione della stella non lontana dall'equatore celeste.

## Caratteristiche fisiche
La stella è una supergigante arancione, classifica come variabile RV Tauri, la sua magnitudine varia da 5,1 a 7,1 in un periodo di 92 giorni. Non è una stella singola, non si conosce molto della compagna, non può essere osservata direttamente ma se ne conosce l'esistenza per via delle variazioni della velocità radiale. Entrambe le stelle sono circondate da un disco circumstellare, responsabile anche di un altro periodo di variabilità di 2597 giorni che dovrebbe anche essere responsabile del minimo secondario. Si pensa che la principale periodicamente venga eclissata da questo disco oscuro.
Possiede una magnitudine assoluta di -2,39 e la sua velocità radiale positiva indica che la stella si sta allontanando dal sistema solare.